# Katalin Szalontay
Katalin Szalontay (Budapest, 19 novembre 1940) è un'ex schermitrice ungherese, vincitrice di una medaglia d'argento ai campionati mondiali di scherma.